# Cetena
Uma cetena é um composto orgânico de fórmula R2C=C=O com a estrutura:

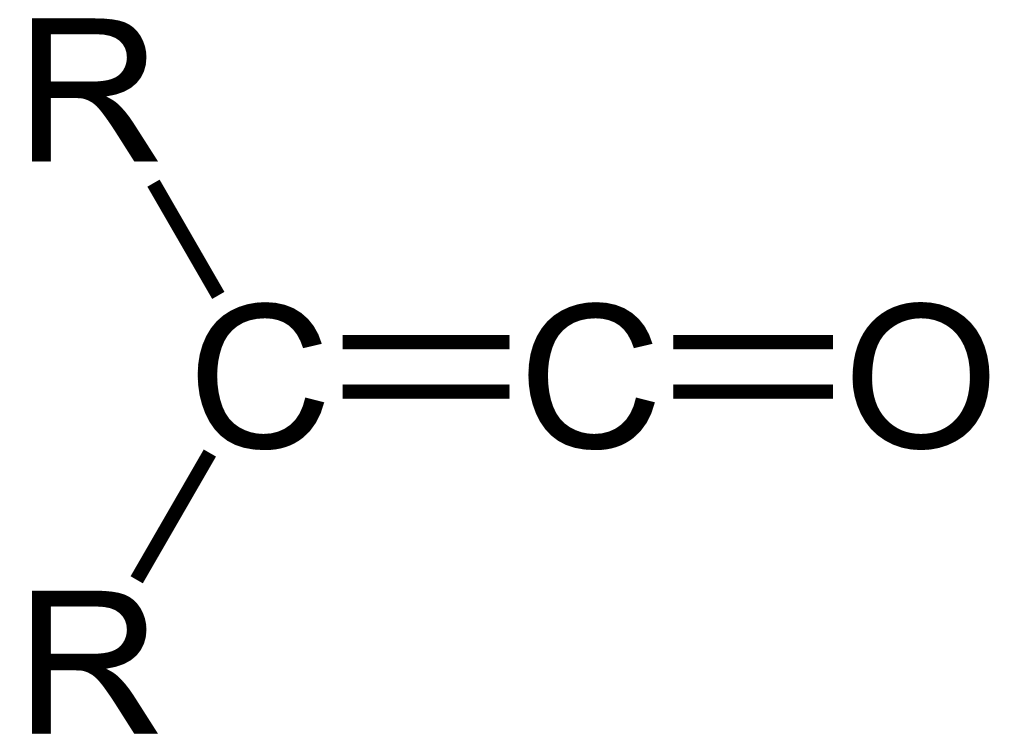

Hermann Staudinger foi o pioneiro na pesquisa de cetenas.
O termo refere-se também a quando os radicais R são apenas átomos de hidrogênio.
O nome já sugere que sejam cetonas insaturadas, mas sua química é bastante semelhante ao dos anidridos de ácidos carboxílicos.

## Propriedades

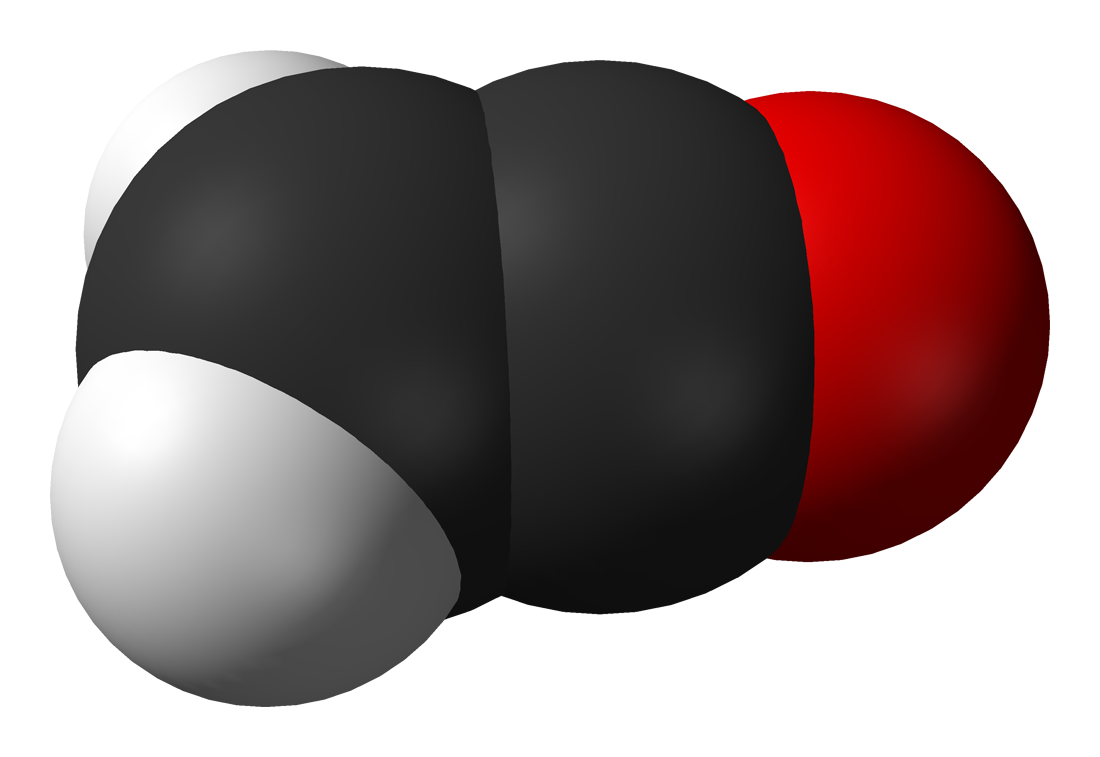
Cetena

A etenona (CH2=C=O) é incolor, tem um odor penetrante e causa irrição nos olhos, nariz, garganta e pulmões quando em exposição a níveis concentrados. Edema pulmonar tem sido registrado se estes níveis são experimentados por um extenso período de tempo. Tem um ponto de fusão -150.5 °C (-239 °F) e um ponto de ebulição de -56.1 °C (-69 °F).

## Formação e mecanismo
- Cetenas podem ser preparadas a partir de um cloreto de acila,portanto, um hidrogênio em α, por uma reação de eliminação na qual HCl é removido.

Uma base, geralmente a trietanolamina, irá remover o próton ácido em α do grupamento carbonila induzindo a formação de uma dupla ligação carbono-carbono a partir do ânion cloreto.
- Cetenas são formadas no rearranjo de Wolff das α-diazocetonas
- Ácido fenilacético na presença de base irá perder água e produzir fenilcetena devido à alta acidez do próton alfa.
- Etenona (CH2=C=O) pode ser preparada em laboratório por pirólise do vapor de acetona:[3]

CH3−CO−CH3 + Δ → CH2=C=O + CH4

## Reações
Cetenas são muito reativas, tendendo a ligar-se a outras moléculas na forma de um grupo acetila.  Reagirão consigo mesmas para formar dímeros cíclicos conhecidos como dicetenas (oxetanonas). Irão também sofrer reações de cicloadição [2+2] a alcinos ricos em elétrons para formar ciclobutanonas (ver exemplo de utilização abaixo).
Reações entre dióis (HO-R-OH) e bis-cetenas (O=C=CH-R'-CH=C=O) rendem poliésteres com multiplicadas unidades de (-O-R-O-CO-R'-CO-).
A etenona reage com ácido acético para produzindo anidrido acético.
CH2=C=O + CH3COOH → (CH3CO)2O

## Exemplos de utilização
Síntese de ciclobutanonas.
A cicloadição [2+2] de uma cetena sobre um alceno irá conduzir à formação de ciclobutanonas. É a reação de Staudinger. Em geral, a LUMO da cetena reage com HOMO do alceno.
Processos similares e por caminhos reacionais diversos são estudados, como por exemplo, para a 3-Butilciclobutenona.